# Пышный, Леонтий Андреевич
Леонтий Андреевич Пышный (1909-1989) — сержант Рабоче-Крестьянской Красной армии, участник Великой Отечественной войны, полный кавалер ордена Славы.

## Биография
Леонтий Андреевич Пышный родился 17 июня 1909 года в селе Лебедин (ныне — Шполянский район Черкасской области Украины). После окончания начальной школы трудился штукатуром. 26 октября 1943 года Пышный был призван на службу в Рабоче-Крестьянскую Красную Армию. С декабря того же года — на фронтах Великой Отечественной войны. Воевал стрелком, затем наводчиком, командиром расчёта 45-миллиметрового орудия 1230-го стрелкового полка 370-й стрелковой дивизии 69-й армии. Неоднократно отличался в боях.
15 января 1945 года при освобождении Польши в районе населённого пункта Ясьце Пышный лично уничтожил 14 вражеских солдат и пулемётный расчёт. За это он был удостоен ордена Славы 3-й степени.
10 марта 1945 года расчёт Пышного под германским городом Лебус уничтожил орудие и 3 пулемёта, а также рассеял и частично уничтожил более отделения немецкой пехоты. За это командир расчёта получил орден Славы 2-й степени.
25 апреля 1945 года при штурме города Фюрственвальде Пышный со своими товарищами подавил огонь 2 пулемётных точек, уничтожил штурмовое орудие, автомашину с боеприпасами, до 10 солдат и офицеров противника. 27 апреля 1945 года в бою за населённый пункт Зельхов артиллеристы успешно уничтожили 4 пулемёта с расчётами. 8 июня 1945 года повторно был награждён орденом Славы 2-й степени, а 1 октября 1968 года Указом Президиума Верховного Совета СССР был перенаграждён на орден Славы 1-й степени.
После окончания войны Пышный был демобилизован. Проживал в городе Верховцево Верхнеднепровского района Днепропетровской области, работал на мельнице. Умер 2 декабря 1989 года.

## Награды
- Орден Отечественной войны 1-й степени (11.03.1985);
- Орден Славы 1-й степени (01.10.1968);
- Орден Славы 2-й степени (17.05.1945);
- Орден Славы 3-й степени (25.01.1945);
- Медали.